# PDoS攻撃
PDoS攻撃（ピードスこうげき、英: Permanent Denial-of-Service attack）は、情報セキュリティにおける可用性を侵害する攻撃手法のひとつ。
IoT機器を無効にし、完全に使用できない様にすることを目的とした攻撃。

## 概要
DoS攻撃はソフトウェア処理に関する攻撃であるのに対して、このPDoS攻撃はハードウェアやファームウェアの破壊を狙う攻撃である。システムを復旧させることは、DoS攻撃よりも難しいとされる。